# Мясников, Никифор Дмитриевич
Никифор Дмитриевич Мясников — советский хозяйственный, государственный и политический деятель, Герой Социалистического Труда.

## Биография
Родился в 1914 году в Калаче-на-Дону. Член КПСС.
С 1934 года — на хозяйственной, общественной и политической работе. В 1934—1980 гг. — мастер, прораб, заместитель начальника, начальник строительного управления, красноармеец, военный строитель, курсант Забайкальского миномётного училища, командир взвода и роты по подготовке новобранцев на фронт, главный инженер управления начальника работ № 297, управляющий строительным трестом № 143, управляющий трестом «Красноярскжилстрой-2», управляющий трестом «Красноярскалюминстрой».
Указом Президиума Верховного Совета СССР от 11 августа 1966 года присвоено звание Героя Социалистического Труда с вручением ордена Ленина и золотой медали «Серп и Молот».
Умер в Красноярске в 1990 году.